# Львиное сердце 2
«Львиное сердце 2» (там. சிங்கம் 2, Singam II) — индийский боевик режиссёра Хари, снятый на тамильском языке и вышедший в прокат 5 июля 2013 года. Сиквел фильма «Львиное сердце» того же режиссёра. Главные роли исполнили Сурья Шивакумар, Анушка Шетти и Хансика Мотвани.
Фильм заработал статус «блокбастер» по итогам проката и первое место среди тамильских фильмов 2013 года по величине кассовых сборов.

## Сюжет
Расправившись с бандитом Маилом Ваганамом, Сингам уходит в отставку. Но, на самом деле, это обманный манёвр, министр отправляет его работать под прикрытием в Тутикорин, выслеживать торговцев оружием. Сингам устраивается инструктором на военную кафедру в одну из школ. Однако его свадьба с Кавей откладывается, так как отец, расстроенный отставкой сына, не даёт своего благословения.
Сингам выясняет, что контрабандой в Тутикорине занимается Сахаям, работающий на криминального авторитета по кличке Бхай. Почти вся полиция подчиняется ему. Единственный с кем тот считается в городе — бизнесмен Тангарадж, с которым у них ведется постоянное противостояние. Так же выясняется, что люди Сахаяма, перевозят не оружие, а наркотики. Тем временем, Сатья, племянница Тангараджа, которая учится в той же школе, где работает Сингам, влюбляется в него.
Ссора Сахаяма с представителем другой касты выливается в крупные беспорядки в городе. Когда ситуация выходит из-под контроля, Сингам принимает решение вернуться в ряды полиции. Под его руководством погромы и убийства удаётся прекратить. Чтобы не привлекать внимания наркоторговцев раньше времени, полицейский делает вид, что занимается делами молодёжи.
Тем временем в город на встречу с Тангараджем прибывает международный преступник Дэнни. Обеспокоенный назначением Сингама, Тангарадж встречается с Бхаем, с которым всё это время действовал заодно. Но эту встречу видит сам Сингам. Новая информация спутывает ему все карты и принуждает действовать неожиданно. Он даёт приказ арестовать Сахаяма. Вместе с тем, за решётку попадает и Дэнни, которого Сахаям должен был привезти в город. Чтобы освободить своего партнёра, Тангарадж подключает все свои связи. А когда это не помогает, Бхай организовывает налёт на полицейский участок в отсутствие Сингама. Поиски сбежавших преступников саботируются полицейским начальством.
Расстроенный разгромом полицейского участка, Сингам просит у министра чрезвычайные полномочия и, получив их, начинает охоту на наркоторговцев. Бхая арестовывают в Тривандраме с партией наркотиков на руках. Тангарадж нанимает людей, чтобы убить семью Сингама в день его помолвки с Кавьей, но полицейский расправляется с ними. С помощью Сатьи ему удаётся подключиться к телефону бизнесмена, чтобы прослушивать его переговоры, и подбросить в его дом наркотики. Тангараджа арестовывают, но он понимает, что племянница помогла полиции, и приказывает убить её.

## В ролях
- Сурья Шивакумар — зам. комиссара полиции С. Дураи Сингам
- Хансика Мотвани — Сатья
- Анушка Шетти — Кавья Махалингам
- Вивек — Эрималаи, помощник Сингама
- Сантанам[англ.] — Сусаи, работник школы
- Виджаякумар[англ.] — министр Вишванатан
- Рахман[англ.] — Тангарадж, дядя Сатьи
- Раджендран[англ.] — Сахаям, контрабандист
- Мукеш Риши — Бхай (рус. Брат)
- Дэнни Сапани — Дэнни / Майкл Конг
- Манорама — бабушка Кавьи
- Дели Ганеш — дедушка Кавьи
- Джанаки Сабеш[англ.] — мать Кавьи
- Нассер[англ.] — Махалингам, отец Кавьи
- Радха Рави[англ.] — Сундарапанди, отец Сингама
- Сумитра[англ.] — мать Сингама
- Талайвасал Виджай[англ.] — отец Сатьи
- Мансур Али Хан[англ.] — инспектор Карим
- К. Вишванатх — главный министр
- Китти[англ.] — министр, помогающий Тангараджу
- Анджали[англ.] — камео в песне «Vaale Vaale»
- Роберт[англ.] — камео в песне «Singam Dance»

## Производство
Режиссёр Хари задумал снять сиквел «Львиного сердца» ещё во время съёмок первой части. В 2011 году он занялся написанием сценария в ожидании, когда Сурья закончит съёмки в фильме «Двое» К. В. Ананда. Ожидалось, что производством фильма займётся Studio Green, принадлежащая кузену Сурьи — К. Э. Гнанавел Радже. Хари ввел в фильм вторую героиню, и первой кому он предложил эту роль была Амала Пол.
Однако она так и не подписала контракт, и на роль отошла Хансике Мотвани.
Анушку Шетти пригласили повторить роль главной героини. Комиков также было приглашено двое: Сантанам и Вивек, который уже имел роль в первой части.
Хари также убедил вернуться в сиквел 75-летнюю актрису Манораму, которая не появлялась на экране уже больше года.
В фильме должны были присутствовать все персонажи из первой части, за исключением убитого героя Пракаша Раджа. К актёрскому составу также присоединились Рахман, Мукеш Риши и британский актёр Дэнни Сапани, сыгравшие отрицательные роли.
Анджали, получившая известность благодаря фильму «Базарная улица», станцевала в item-номере.
Съемки фильма проходили в Тутикорине, Тирунелвели, Карайкуди,
Ченнаи, Хайдарабаде, Йоханнесбурге, Кейптауне, Кении и Малайзии.
Тизер фильма вышел 16 мая и за один день заработал более 200 тысяч просмотров на YouTube.

## Саундтрек
Все тексты написаны Вивекой.
| №                   | Название            | Исполнители                           | Длительность |
| ------------------- | ------------------- | ------------------------------------- | ------------ |
| 1.                  | «Puriyavillai»      | Швета Мохан                           | 4:28         |
| 2.                  | «Vaale Vaale»       | Шанкар Махадеван                      | 4:32         |
| 3.                  | «Achchamillai»      | Деви Шри Прасад                       | 3:11         |
| 4.                  | «Singam Dance»      | Деви Шри Прасад, Баба Сехгал, Шармила | 4:19         |
| 5.                  | «Vidhai Pola»       | Харихаран                             | 4:48         |
| 6.                  | «Kannukkulle»       | Джавед Али, Прия Химеш, Саймон        | 4:19         |
| Общая длительность: | Общая длительность: | Общая длительность:                   | 25:37        |

## Критика
| Рейтинги           | Рейтинги                                                                                |
| Издание            | Оценка                                                                                  |
| ------------------ | --------------------------------------------------------------------------------------- |
| The Times of India | 3,5 из 5 звёзд · 3,5 из 5 звёзд · 3,5 из 5 звёзд · 3,5 из 5 звёзд · 3,5 из 5 звёзд      |
| Hindustan Times    | 2 из 5 звёзд · 2 из 5 звёзд · 2 из 5 звёзд · 2 из 5 звёзд · 2 из 5 звёзд                |
| Rediff.com         | 3 из 5 звёзд · 3 из 5 звёзд · 3 из 5 звёзд · 3 из 5 звёзд · 3 из 5 звёзд                |
| Behindwoods.com    | 3,25 из 5 звёзд · 3,25 из 5 звёзд · 3,25 из 5 звёзд · 3,25 из 5 звёзд · 3,25 из 5 звёзд |
| Idlebrain.com      | 3 из 5 звёзд · 3 из 5 звёзд · 3 из 5 звёзд · 3 из 5 звёзд · 3 из 5 звёзд                |

Сангита Деви из The Hindu высказала мнение, что фильм мог быть меньшей длины и умнее в сюжете, а так его стоит смотреть только ради Сурьи.
Рецензия в The Times of India сообщает, что «если „Львиное сердце“ был поточной масалой, то „Львиное сердце 2“ является ею вдвойне. Хари понимает, каким весельем он хочет поделиться со своей аудиторией, и беззастенчиво раздаёт его направо и налево».
Deccan Chronicle сочла, что фильм стоит смотреть ради игры Сурьи, красоты Хансики и Анушки, комедийных сцен с Сантанамом и Вивеком, операторской работы Прияна и постановки боевых сцен, однако песни могли быть и лучше, а диалоги временами скучны.
Харичаран Пуддипеди из Hindustan Times заметил, что хотя «он имеет сюжетную линию, которая может держать вас на крючке, но то, что не работает на пользу фильма, так это наличие слишком большого количества персонажей и слабый сценарий».
Нандини Рамнат из Mint назвала его «боевиком такого рода, в котором даже морские волны сочтены слишком медленными, и поэтому также подвергаются» ускорению.

## Награды и номинации
| Награды и номинации            | Награды и номинации               | Награды и номинации | Награды и номинации | Награды и номинации |
| Награда                        | Категория                         | Номинант            | Результат           | Ссылка              |
| ------------------------------ | --------------------------------- | ------------------- | ------------------- | ------------------- |
| Filmfare Awards South (Тамили) | Лучший фильм                      |                     | Номинация           | [ 19 ]              |
| Filmfare Awards South (Тамили) | Лучшая режиссура                  | Хари                | Номинация           | [ 19 ]              |
| Filmfare Awards South (Тамили) | Лучшая мужская роль               | Сурья Шивакумар     | Номинация           | [ 19 ]              |
| Filmfare Awards South (Тамили) | Лучшая мужская роль второго плана | Рахман              | Номинация           | [ 19 ]              |
| SIIMA Awards (Тамили)          | Лучший фильм                      |                     | Номинация           | [ 20 ]              |
| SIIMA Awards (Тамили)          | Лучшая режиссура                  | Хари                | Номинация           | [ 20 ]              |
| SIIMA Awards (Тамили)          | Лучшая мужская роль               | Сурья Шивакумар     | Номинация           | [ 20 ]              |
| SIIMA Awards (Тамили)          | Лучшая постановка боёв            | Рокки Раджеш        | Номинация           | [ 20 ]              |